# Aspilia africana
Aspilia africana is een plantensoort uit de composietenfamilie (Asteraceae). Het is een zeer snelgroeiende, semi-houtachtige plant dat meestal eenjarige stengels produceert van ongeveer 2 meter hoog uit een overblijvende houtachtige wortelstok. De plant heeft een enigszins aromatische geur die aan wortels doet denken.
De soort komt voor in tropisch Afrika. Hij groeit daar in woeste delen van savanna's en beboste gebieden. Wordt ook vaak als onkruid aangetroffen op gecultiveerd land en braakland.
De plant wordt op grote schaal in het wild verzameld en lokaal gebruikt in de traditionele geneeskunde. De vers gekneusde bladeren en bloemen hebben een bloedstelpende werking. Daarnaast worden de bladeren ook voor behandeling tegen andere aandoeningen gebruikt zoals hoesten, gonorroe en koortsachtige hoofdpijn. Een mengsel van water met daarin geperste bladeren met een beetje zout en limoensap, wordt veel gebruikt als oogmedicijn.

## Synoniemen
- Polymnia africana (Pers.) Poir.
- Seruneum africanum (Pers.) Kuntze
- Wedelia africana Pers.